# Staatsbibliotheek van Queensland

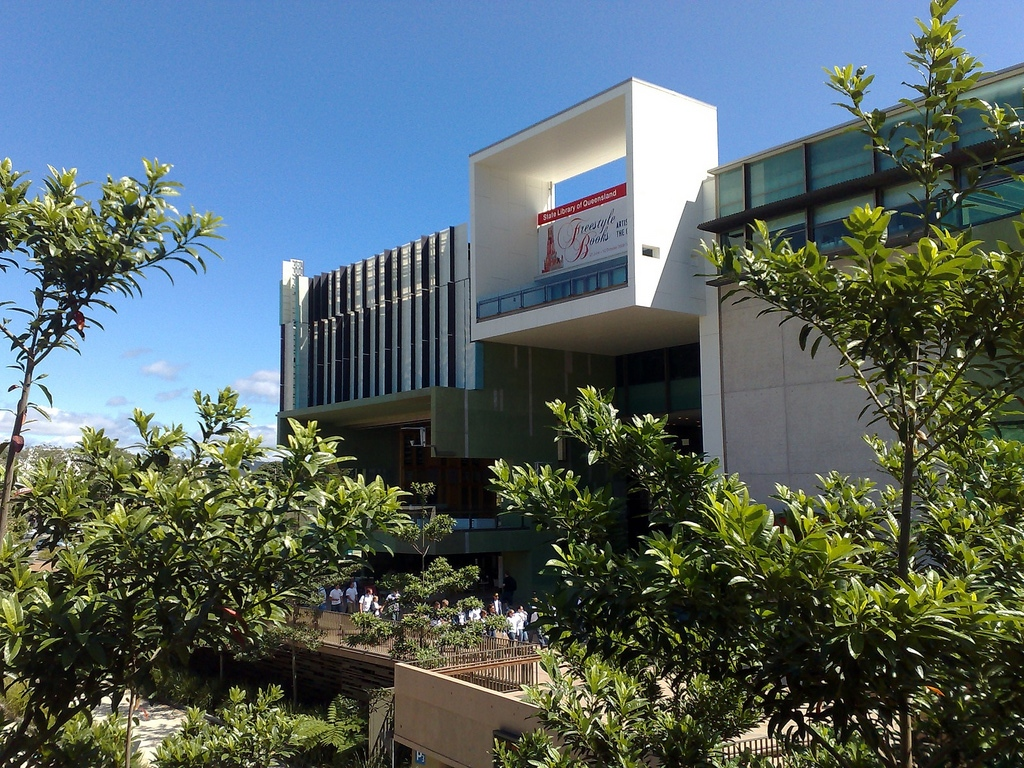
De State Library of Queensland

De Staatsbibliotheek van Queensland (State Library of Queenslandà is een grote openbare bibliotheek voor de bevolking van de staat Queensland in Australië. In haar wettelijke grondslag wordt tegenwoordig voorzien door de zogenaamde Queensland Libraries Act 1988 (Wet op de bibliotheken in Queensland).
De State Library of Queensland bevat een aanzienlijk deel van Queenslands documentair erfgoed, naast belangrijke referentie- zowel als onderzoeksverzamelingen. Ze is ook een bevorderaar van en deelgenoot in openbare bibliotheken over heel Queensland.
De bibliotheek is gevestigd op het zogenaamde Kurilpa Point, binnen het Queensland Cultural Centre, op de zuidoever van de Brisbane River, in Brisbane, de hoofdstad van Queensland.
Oorspronkelijk opgericht door het koloniaal bestuur van de kolonie Queensland in 1896 als 'Brisbane Public Library', werd ze in 1898 hernoemd tot 'Public Library of Queensland' en in 1902 opengesteld voor het publiek. In 1971 werd de 'Public Library' tot 'State Library'.